# Achatinella lehuiensis
Achatinella lehuiensis fue una especie de molusco gasterópodo de la familia Achatinellidae en el orden de los Stylommatophora.

## Distribución geográfica
Fue endémica de Hawái.